# Битсеки Мото, Ив
Ив Стефан Битсеки Мото (фр. Yves Stéphane Bitséki Moto; род. 23 апреля 1983, Битам) — габонский футболист, вратарь сборной Габона и футбольного клуба «Ламбарене».

## Карьера

### Клубная
Битсеки Мото является воспитанником клуба «Битам». Однако во взрослом футболе дебютировал в 2008 году за клуб «Мангаспорт», в котором провёл сезон. Своей игрой за эту команду привлёк внимание «Битама», в состав которого присоединился в 2009 году. Отыграл за команду пять сезонов своей карьеры и выиграл с ней кубок и два чемпионства в течение следующих нескольких лет. В 2015 году присоединился к клубу «Мунана». В сезоне 2018/19 впервые покинул Габон и перебрался в Европу в клуб «Моста».

### В сборной
С 2010 года начал вызываться в национальную сборную Габона. В том же году впервые вошёл в состав сборной на Кубок африканских наций 2010 года. На турнире был дублёром Дидье Овоно. 9 января 2012 года дебютировал за сборную Габона в товарищеском матче против Буркина-Фасо. Он был вызван в сборную Габона на Кубок африканских наций 2012 года. Однако не сыграл ни в одной игры на турнире.
Был участником Чемпионата африканских наций 2014 года, турнире, предназначенном только для африканских игроков, которые выступают на континенте. 8 сентября 2015 года Битсеки Мото забил единственный гол за сборную в товарищеском матче против Замбии.
В составе сборной Габона принимал участие в Кубках африканских наций 2010, 2012, 2015 и 2017 годов.